# Borne Sulinowo
Borne Sulinowo (niem. Groß Born, ros. Борне-Сулиново) – miasto w Polsce, w województwie zachodniopomorskim, w powiecie szczecineckim, siedziba władz gminy miejsko-wiejskiej Borne Sulinowo.
Miasto położone jest nad jeziorem Pile. W okolicy atrakcją jest tzw. podwodny las, tj. część wyspy, która zapadła się do jeziora. Dawniej płynął tu strumień Strullbach, który ginął w ziemi, a miejsce to nazywano Utraconym Źródłem (niem. Verlorener Born).
W latach 30. XX wieku na miejscu wsi Lipie (niem. Linde) zbudowano garnizon wojskowy. W 1945 przejęła go Armia Czerwona i użytkowała do października 1992. W tym okresie miasto było wyłączone spod administracji polskiej. 5 czerwca 1993 nastąpiło uroczyste otwarcie miasta, a 1 października Borne Sulinowo otrzymało prawa miejskie. Do 1995 osiedliło się tutaj 1549 mieszkańców.
Układ miasta tworzy 35 ulic.

## Historia
Do wieku XV tereny te były zamieszkiwane przez Pomorzan, od XVI wieku rozpoczęło się osadnictwo niemieckie. Położenie geograficzne i wynikłe z niego konsekwencje (wojny, przemarsze wojsk, próby zajęcia przez władców polskich, niemieckich i skandynawskich) nie sprzyjały rozwojowi gospodarki. Nie rozwijano tu przemysłu na większą skalę z powodu oddalenia od większych ośrodków przemysłowych.
W latach 1933–1939 rząd III Rzeszy wykupił część terenów i wysiedlił z nich ludność w celu budowy bazy wojskowej i utworzenia poligonu (okolice wsi Linde). W latach 1934–1937 utworzono Wał Pomorski. W 1936 zakończono budowę miasteczka militarnego dla szkoły artylerii Wehrmachtu, którego otwarcia dokonał 18 sierpnia 1938 Adolf Hitler. Ponownie przebywał tu w dniach 5–8 września 1939. W garnizonie Groß Born stacjonowały jednostki dywizji pancernej Heinza Guderiana przed atakiem na Polskę w 1939. Na poligonie ćwiczyły oddziały Afrika Korps dowodzone przez gen. Rommla (drugim poligonem Afrika Korps była Pustynia Błędowska).
We wrześniu 1939 zorganizowano tu obóz jeniecki – początkowo przejściowy (Dulag), a od 9 listopada dla szeregowców (Stalag). Obóz ten funkcjonował do 1 czerwca 1940, po czym został przekształcony na oficerski Oflag II D Gross-Born, położony w pobliżu miejscowości Westfalenhof (dziś Kłomino). Do połowy 1942 przebywali tu jeńcy francuscy, później polscy. W lutym 1941 w obozie było 3731 Francuzów, a w styczniu 1945 – 5391 Polaków. Przetrzymywany był m.in. Leon Kruczkowski, a także trafiła tu duża część żołnierzy powstania warszawskiego.
Na początku 1945 żołnierze niemieccy opuścili miejscowość, po czym zajęła je Armia Czerwona, utrzymując jej militarny charakter. Utworzono tu doskonale strzeżoną bazę Północnej Grupy Wojsk. Mimo że obszar ten został w 1945 formalnie włączony do Polski, a w ewidencji gruntów figurował pod nazwą „tereny leśne”, to faktycznie był on oderwany od struktury terytorialnej kraju.
Nieopodal Bornego Sulinowa na zamkniętym terenie w Brzeźnicy znajdował się jeden z magazynów radzieckiej broni nuklearnej przechowywanej na terenie Polski, przeznaczonej do użycia (według planów operacyjnych) w czasie wojny z Zachodem – również przez Wojsko Polskie. W okolicznych lasach do dziś pozostały schrony po przewoźnych wyrzutniach SS-20.
Do 12 października 1992 wojsko radzieckie (w tym czasie już rosyjskie) ostatecznie opuściło Borne Sulinowo – było to 15 tysięcy żołnierzy kontyngentu 6 Witebsko-Nowogródzkiej Gwardyjskiej Dywizji Zmechanizowanej Armii Rosyjskiej. W kwietniu 1993 miasto zostało przekazane polskim władzom cywilnym. Po oficjalnym otwarciu miejscowości 5 czerwca, 2 października został jej nadany przez Radę Ministrów RP status miasta. Tym samym rozpoczął się proces zasiedlania. W latach 1993–1998 Borne Sulinowo administracyjnie należało do województwa koszalińskiego.

## Turystyka

### Ścieżka turystyczno-spacerowa
Władze miasta, by uatrakcyjnić i ułatwić turystom zwiedzanie Bornego Sulinowa, wytyczyły na jego terenie ścieżkę turystyczno-spacerową o długości ok. 13,5 km. Przy ścieżce znajduje się 21 wartych obejrzenia obiektów. Przy każdym z nich ustawiona została trójjęzyczna (polski, niemiecki, angielski) tablica informacyjna. Prawie każda tablica zawiera historyczne zdjęcia, umożliwiając w ten sposób porównanie niegdysiejszego i obecnego wyglądu danego obiektu.

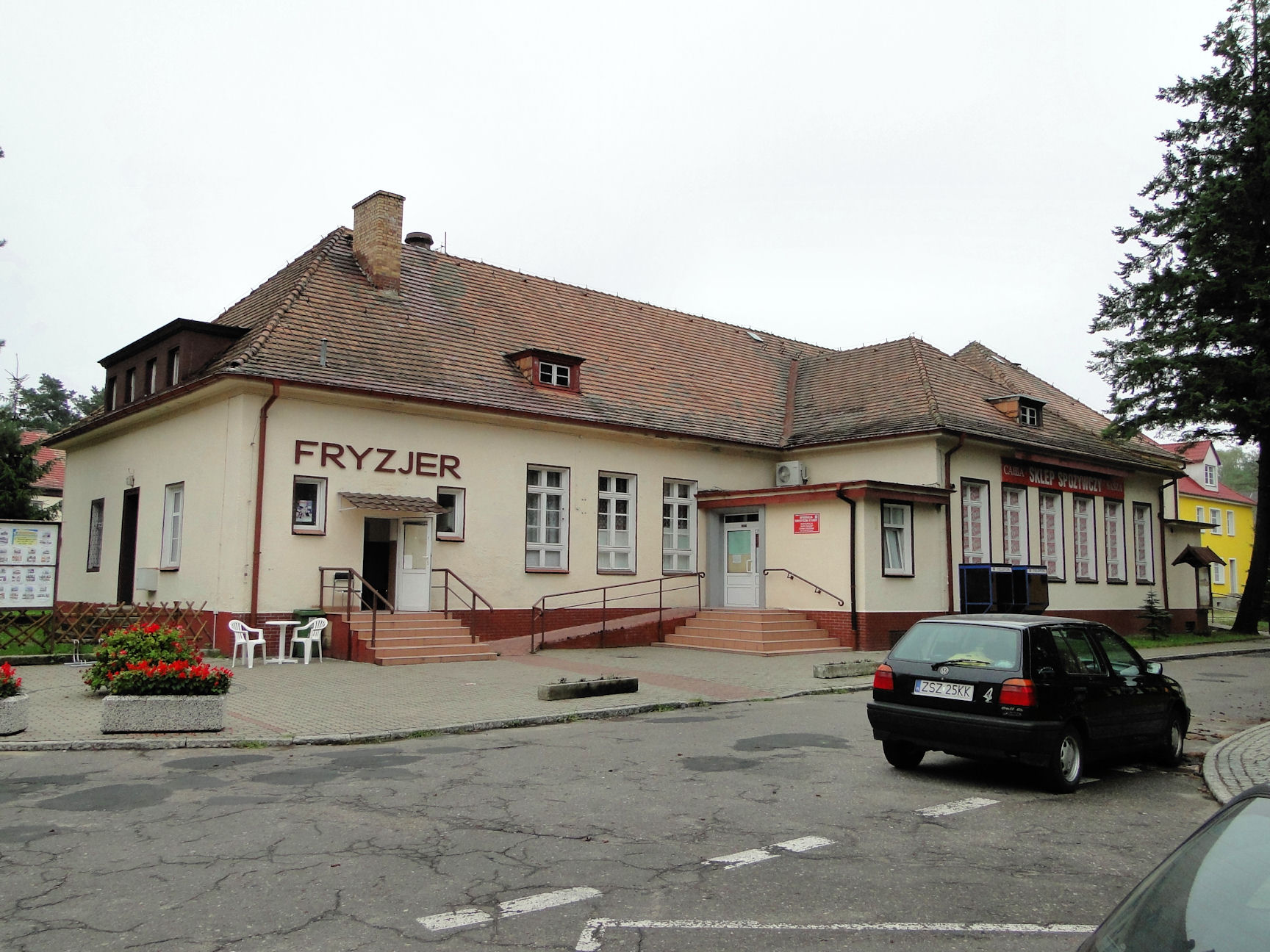
Dawna kantyna oficerska

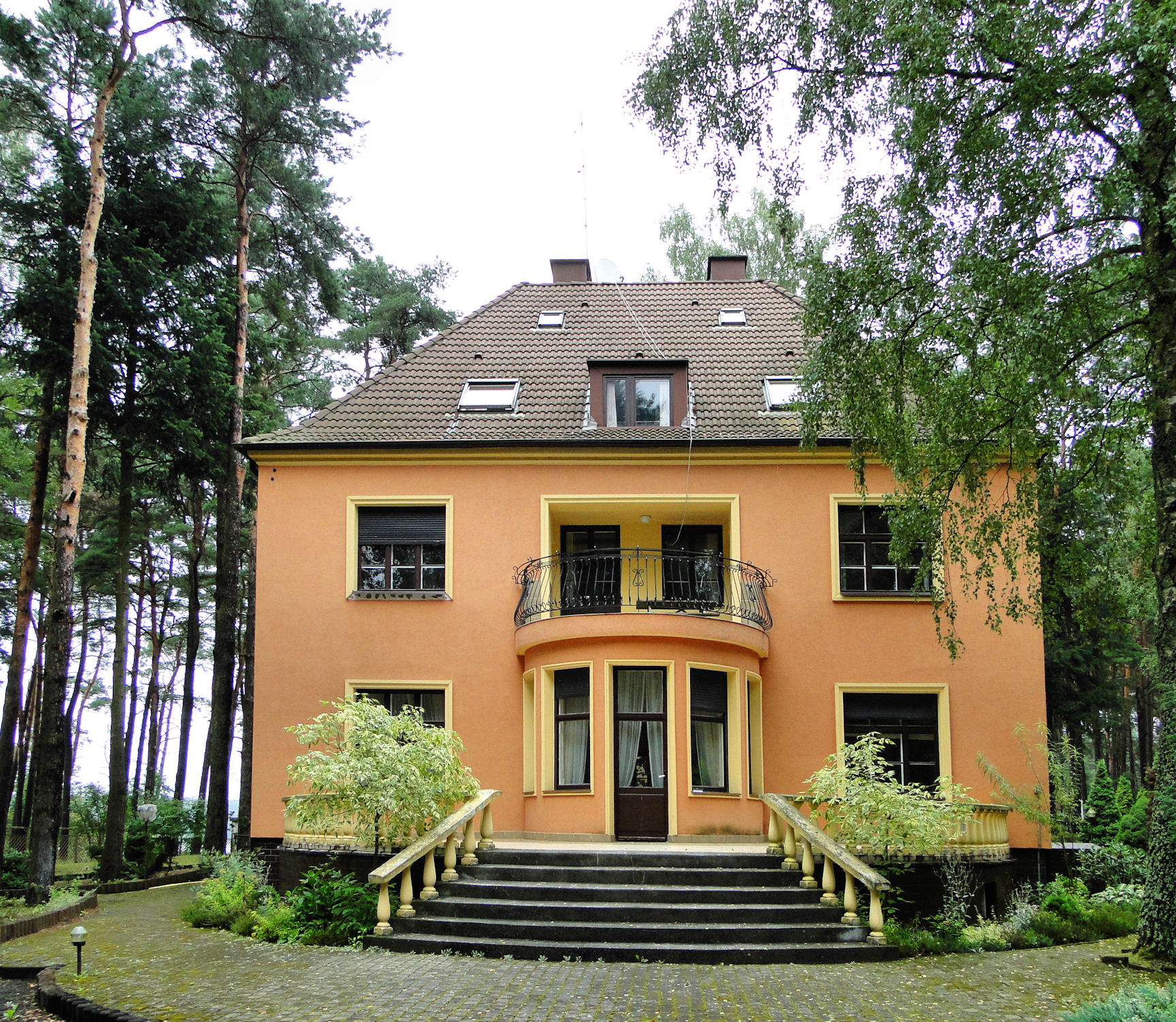
Willa Dubynina

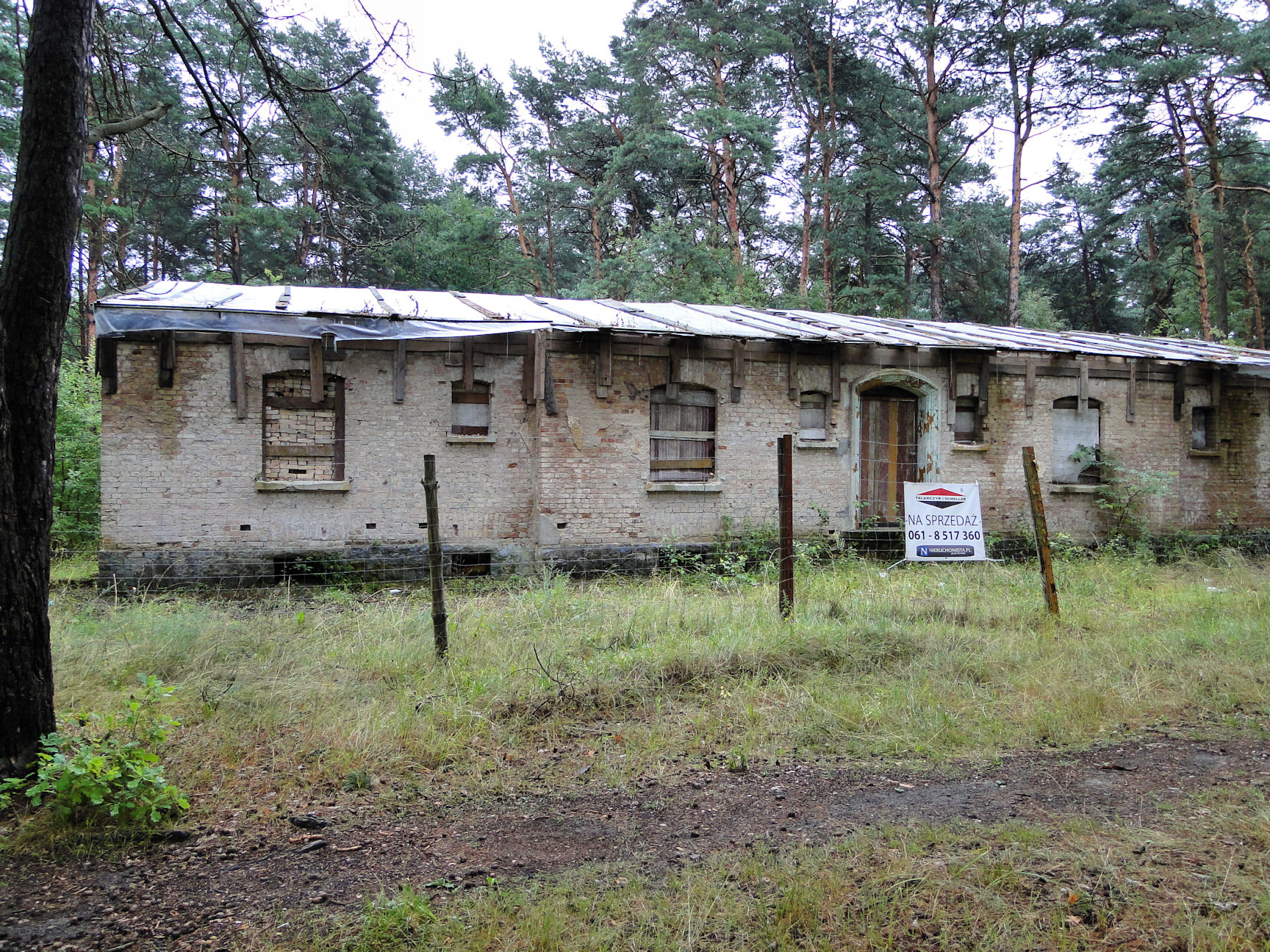
Pozostałości willi Guderiana

Obiekty na trasie ścieżki turystyczno-spacerowej:
1. Urząd Miejski w Bornem Sulinowie
  - Zarówno w okresie niemieckim, jak i radzieckim znajdowała się tu siedziba dowództwa garnizonu. Od 1997 budynek pełni funkcje ratusza.
2. Skwer przed Urzędem Miejskim
  - Poprzednio był wykorzystywany jako plac apelowy i miejsce przeglądu wojsk.
3. Dawna kantyna oficerska (niem. Komandantur Kantine)
  - Miejsce stołowania się oficerów niemieckich, a następnie radzieckich.
4. Dawny szpital wojskowy
  - Największy budynek w mieście o powierzchni ponad 12 tysięcy m². Wybudowany w okresie niemieckim dla żołnierzy Wehrmachtu, pełnił tę samą rolę również w okresie radzieckim.
5. Brama wjazdowa do Bornego Sulinowa od strony Łubowa
  - Przy bramie znajdowała się wartownia, biuro przepustek i inne pomieszczenia pomocnicze.
6. Rampa kolejowa
  - Umożliwiała za- i wyładunek towarów i żołnierzy dowożonych pociągami. Obecnie linia kolejowa do Bornego Sulinowa jest rozebrana.
7. Magazyny przy ul. Towarowej
  - Cztery duże, podpiwniczone magazyny, z windami, rampami i podjazdami.
8. Dawna siedziba wojskowej straży pożarnej
  - Budynek powstały w 1935 pierwotnie wykorzystywany był jako stajnia. W okresie radzieckim mieściła się tu siedziba garnizonowej straży pożarnej.
9. Lotnisko sportowe
  - W okresie niemieckim znajdowało się tu lotnisko wojskowe. Rosjanie wykorzystywali ten teren jako lądowisko dla helikopterów.
10. Osiedle bloków mieszkalnych typu „Leningrad”
  - Budynki wybudowano w latach osiemdziesiątych XX w. z wielkiej płyty pochodzącej z leningradzkiej fabryki domów.
11. Skwer między ulicami: Konopnickiej i Chopina
  - Dawny plac apelowy wykorzystywany niegdyś na zbiórki, apele i ćwiczenia musztry wojskowej.
12. Brama wjazdowa do Bornego Sulinowa od strony Szczecinka
  - Przy bramie znajdowało się kilka zabudowań (wartownia, biuro przepustek) rozebranych w 1995.
13. Dom Żołnierza
  - Budynek w okresie niemieckim pełnił rolę dydaktyczną, Rosjanie urządzili w nim klub żołnierski, a przed frontem budynku ustawili na okazałym cokole pomnik Lenina.
14. Budynek kulturalno-oświatowy przy Zespole Szkół im. Bohaterów Oflagu II D
  - Przed wojną była tu stołówka żołnierska, Rosjanie urządzili tu również niewielką izbę pamięci.
15. Hala sportowa
  - Hala sportowa wybudowana została w okresie radzieckim, natomiast skrzydła boczne budynku pochodzą z czasów niemieckich (pierwotnie były tu stajnie i warsztaty).
16. Kościół św. Brata Alberta
  - Kościół mieści się w dawnej niemieckiej stołówce oraz dobudowanej przez Rosjan sali, pełniącej niegdyś funkcję kina.
17. Budynek aresztu wojskowego
  - Budynek pełnił funkcję aresztu zarówno w okresie niemieckim, jak i radzieckim. Przy budynku zachował się spacerniak.
18. Dom Oficera
  - Duży budynek o ciekawej architekturze położony nad jeziorem Pile. Wybudowany przez Niemców w latach 1935–1936 pełnił funkcje reprezentacyjne. Było tu kasyno oficerskie, wykwintna restauracja oraz olbrzymia sala koncertowa mogąca pomieścić około tysiąca widzów. W okresie radzieckim mieścił się tu Garnizonowy Dom Oficera z salą taneczną, szkołą muzyczną, biblioteką, salą kinową, salą koncertową i restauracją. 1 lutego 2010 w Domu Oficera wybuchł pożar, który strawił m.in. salę koncertową i wiele innych pomieszczeń.
19. Pozostałości willi gen. Heinza Guderiana
  - Reprezentacyjna willa dla najwyższych rangą gości odwiedzających poligon Borne-Sulinowo w czasach niemieckich. Rezydowali tu m.in. generałowie: Heinz Guderian, Johannes Blaskowitz. Po wojnie w willi znajdowały się mieszkania dla oficerów tutejszego radzieckiego garnizonu. W 1990 budynek spłonął. W 2024 obiekt został całkowicie rozebrany i nie ma po nim żadnych pozostałości.
20. Willa gen. Dubynina
  - Willa zbudowana została w latach trzydziestych XX w. dla niemieckiego komendanta garnizonu Borne-Sulinowo. Po wojnie spełniała funkcję hotelu dla wyższych oficerów radzieckich. Willa była okresową siedzibą gen. Wiktora Dubynina – przedostatniego dowódcy stacjonującej w Polsce Północnej Grupy Wojsk Armii Radzieckiej.
21. Półwysep „Głowa Orła”
  - Półwysep o charakterystycznym kształcie przypominającym głowę orła, położony nad jeziorem Pile.

Obecnie dużą część miasta zajmuje obszar mocno zdewastowany, a stan ten miejscowe ośrodki wypoczynkowe wykorzystują, kusząc turystów ofertą „biesiad w stylu СССР i PRL”. Na oficjalnej stronie miasta zjawisko to znalazło wyraz w osobnej galerii zatytułowanej Kilka fotografii, jakich nie zrobicie w innym mieście.
Co roku w mieście odbywa się Zlot Pojazdów Militarnych.

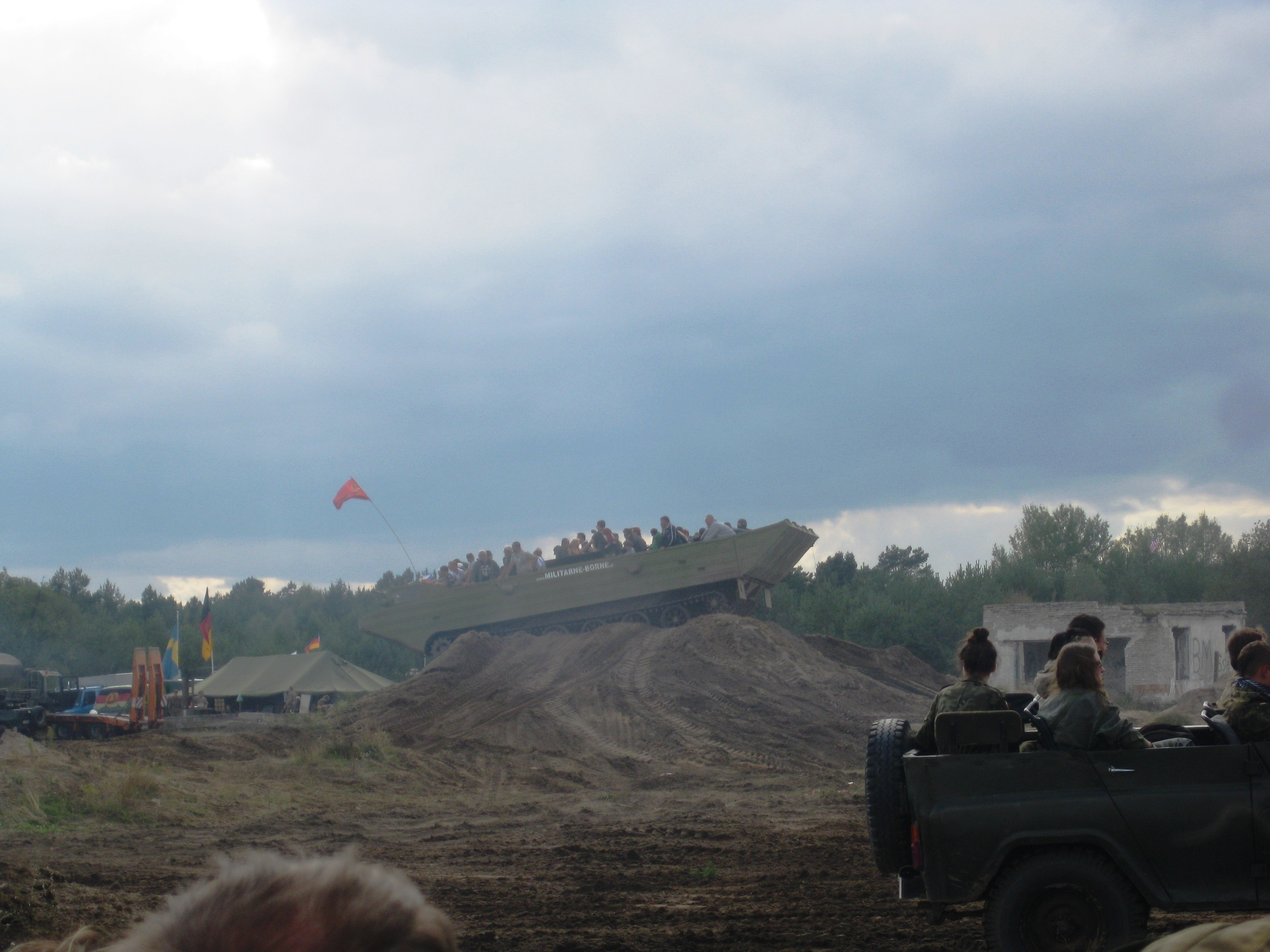
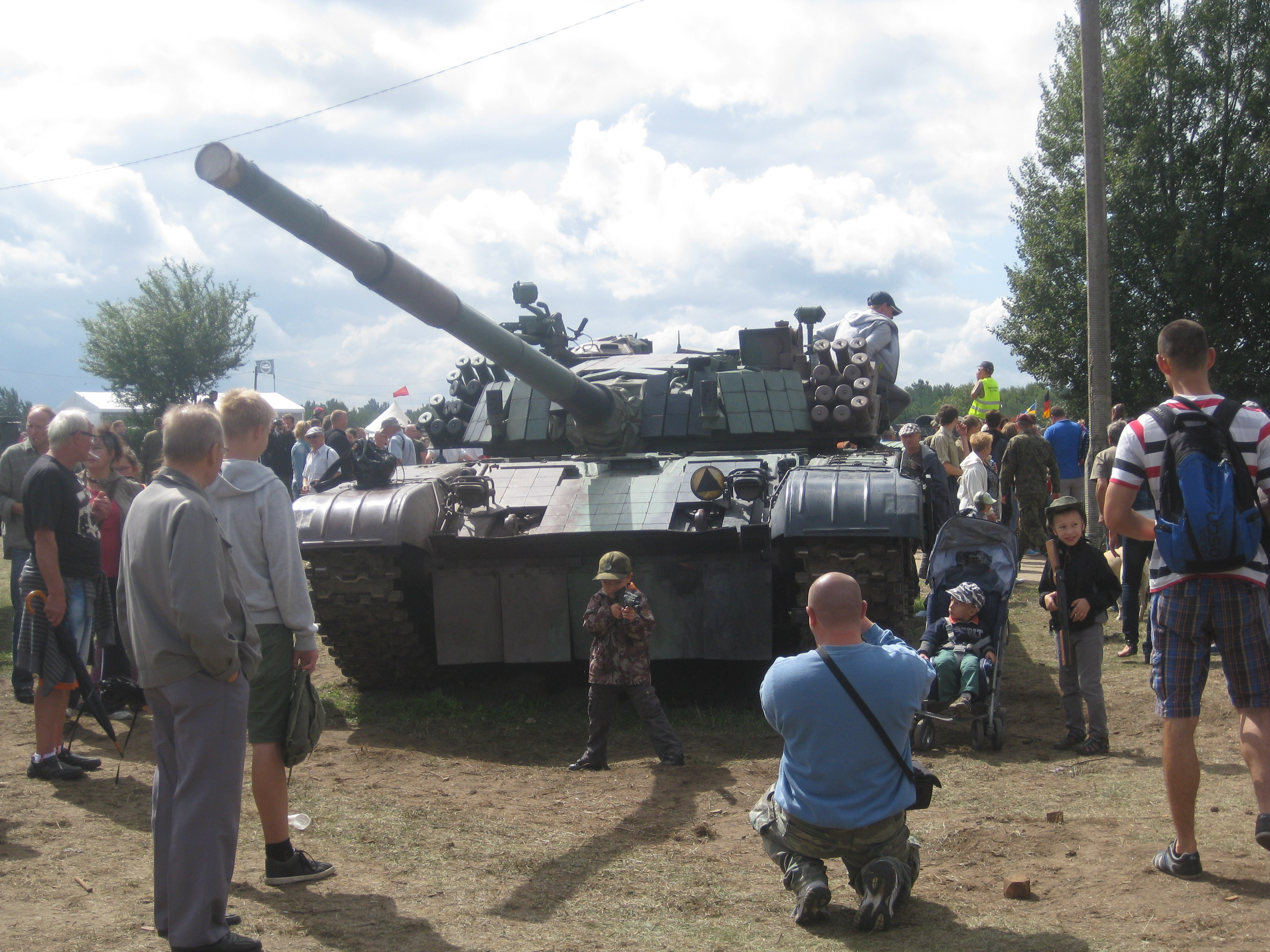
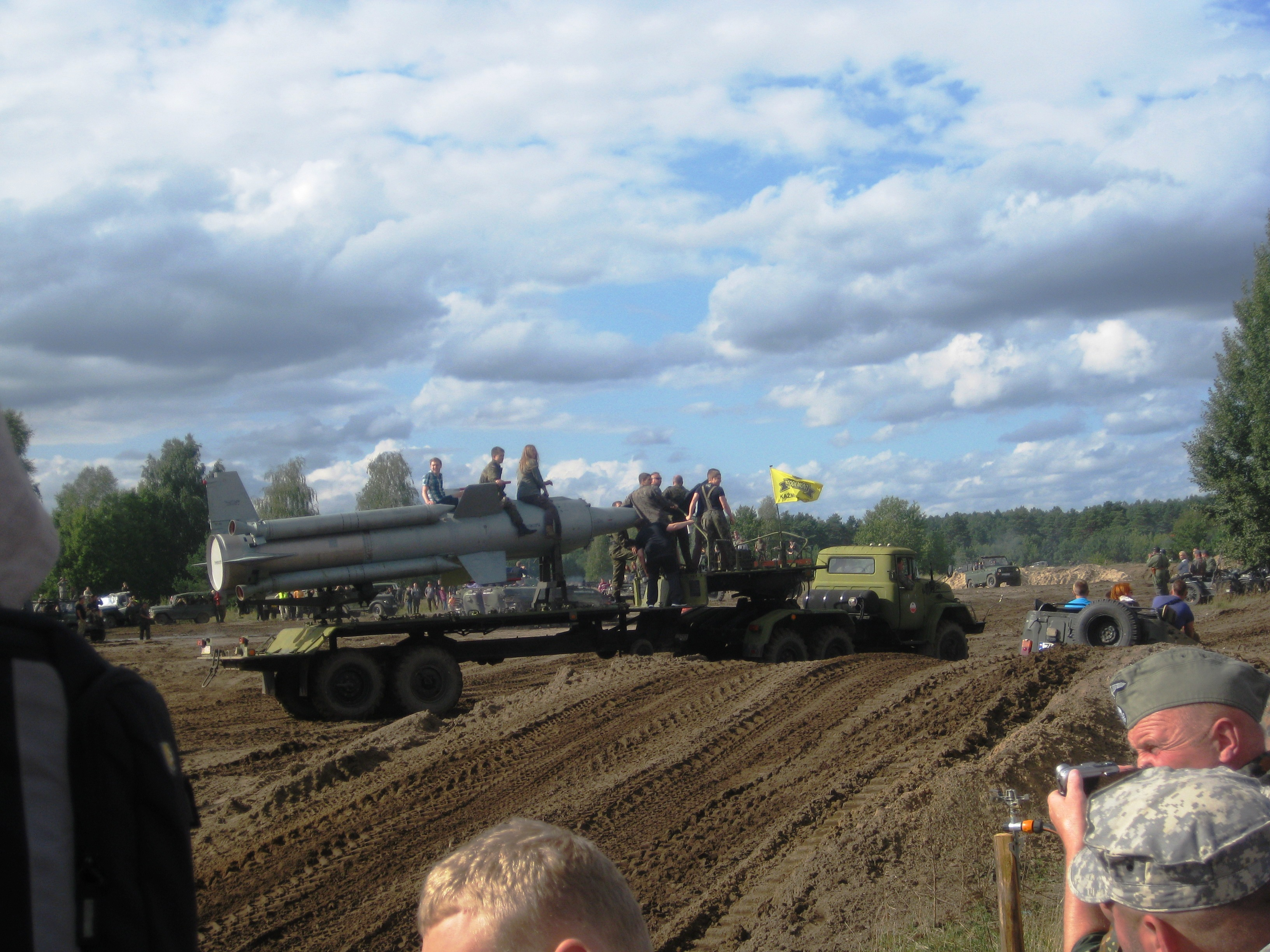
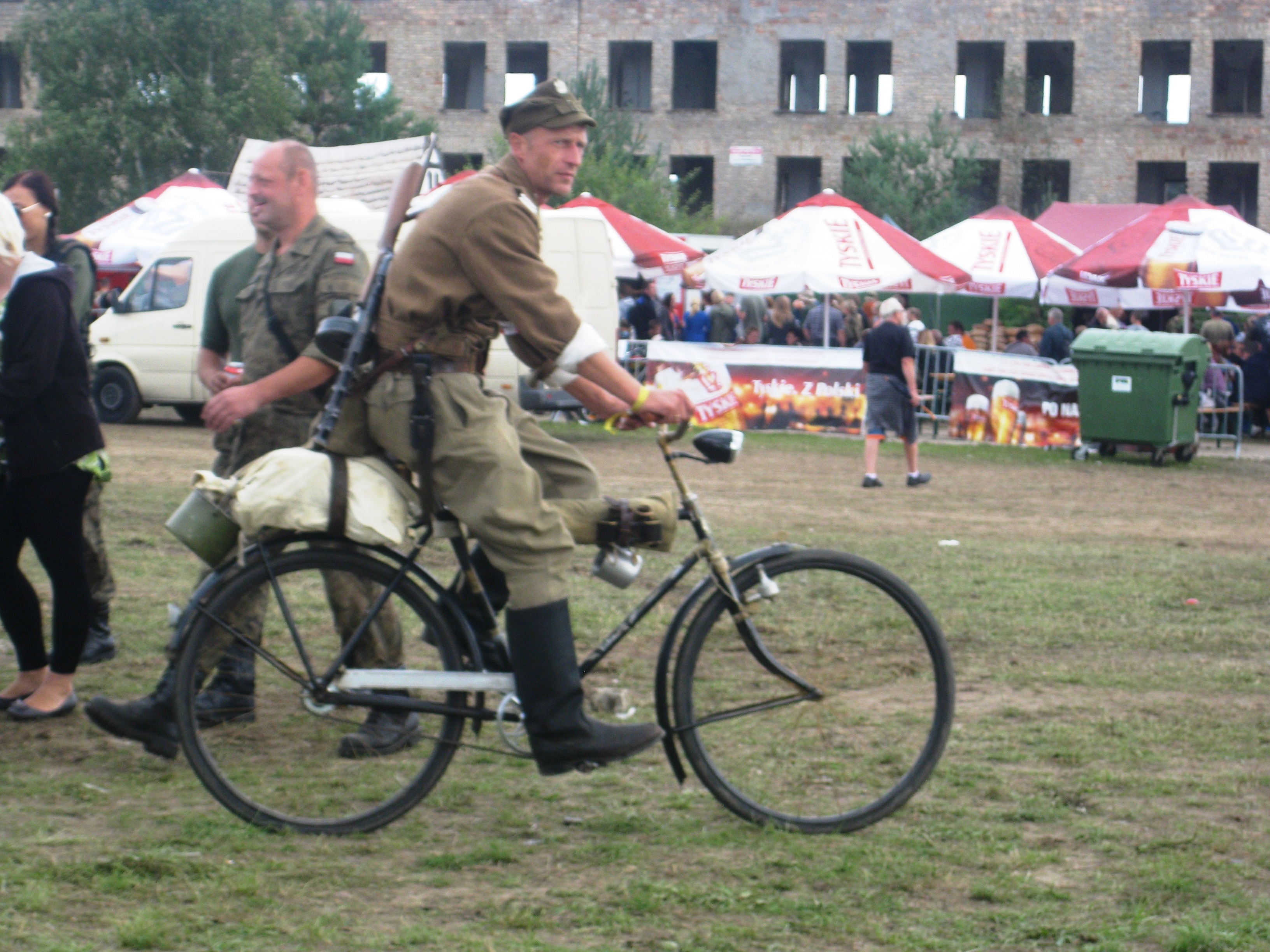

Na szczycie zachodniej elewacji Domu Oficera znajduje się płaskorzeźba przedstawiająca rycerza na koniu, trzymającego flagę ze swastyką. Swastyka jest częściowo przesłonięta przez głowę rycerza (zob.: zdjęcie). Przed 1994 znajdowało się tam godło Związku Radzieckiego, zasłaniając figurę.

## Burmistrzowie Bornego Sulinowa
- Jacek Chrzanowski (1994–2002)
- Józef Tomczak (2002–2006)
- Renata Maria Pietkiewicz-Chmyłkowska (2006–2018)
- Dorota Chrzanowska (od 2018)

## Transport

### Drogowy
Przez Borne Sulinowo przechodzą następujące drogi powiatowe:
- 1298Z Borne Sulinowo – Nadarzyce (ul. Orła Białego)
- 1290Z Łubowo – Borne Sulinowo – Krągi (ul. Kolejowa, ul. Aleja Wojska Polskiego i ul. Wojska Polskiego)

Niedaleko Bornego Sulinowa znajduje się również DK 20, łącząca Stargard ze Szczecinkiem.

### Kolejowy
Dawniej w Bornym Sulinowie istniała linia kolejowa Łubowo – Borne Sulinowo, obecnie zlikwidowana. Miasto posiadało również swój peron kolejowy.

### Lotniczy
W 2013 oddano w mieście do użytku wielofunkcyjne lądowisko.

## Kościoły i związki wyznaniowe
- parafia rzymskokatolicka pw. Świętego Brata Alberta[8]
- zbór Kościoła Chrześcijan Baptystów[9]
- zbór Ewangelicznego Związku Braterskiego[10]
- zbór Świadków Jehowy z Salą Królestwa, ul. Marii Konopnickiej 8B/1[11][12]

## Cmentarze
- Cmentarz radzieckich wojskowych i cywili z bazy w Bornem Sulinowie, Szczecinka i innych garnizonów Pomorza
- Cmentarz wojenny żołnierzy polskich kampanii wrześniowej 1939 oraz żołnierzy radzieckich poległych podczas walk w rejonie Bornego Sulinowa w 1945
- Cmentarz parafialny, współczesny, czynny (al. Niepodległości)

## Demografia

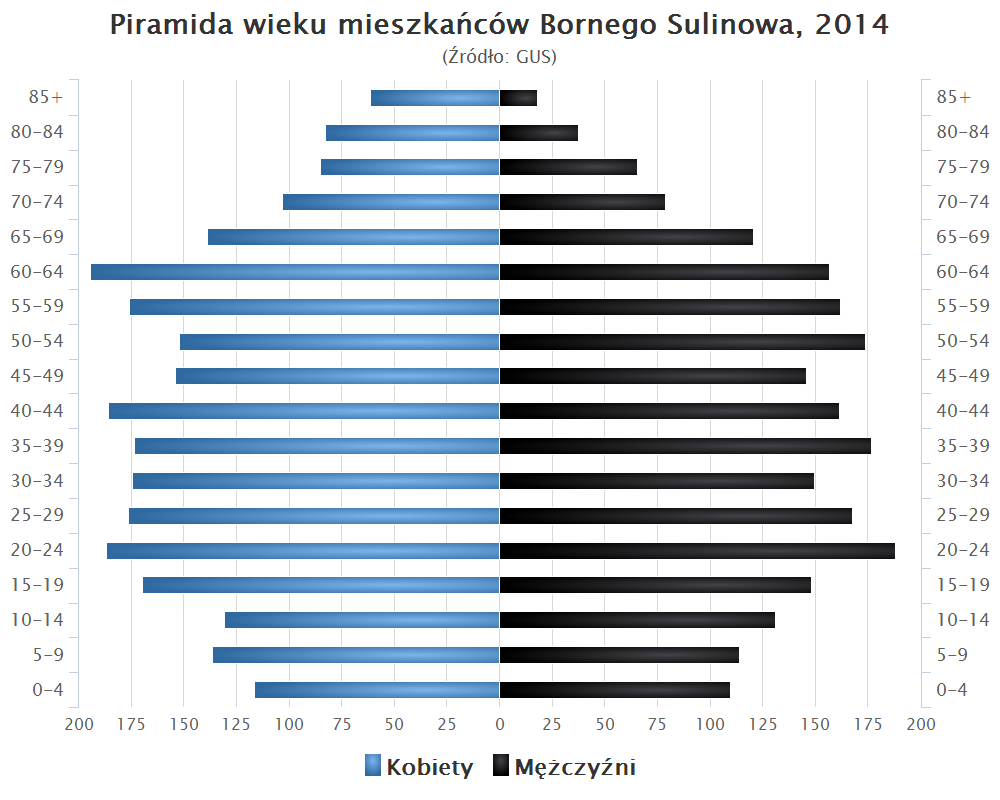
Piramida wieku mieszkańców Bornego Sulinowa w 2014 roku

## Zabytki
- Dom Oficera z 1934–1936

## Administracja
Miasto jest siedzibą gminy miejsko-wiejskiej. W Radzie Miejskiej w Bornem Sulinowie zasiada 15 radnych. Organem wykonawczym jest burmistrz. Siedzibą władz jest Urząd Miejski przy al. Niepodległości.
Mieszkańcy Bornego Sulinowa wybierają parlamentarzystów z okręgu wyborczego Koszalin, a posłów do Parlamentu Europejskiego z okręgu wyborczego Gorzów Wielkopolski.